# رايموند فوكس
رايموند فوكس (11 يوليو 1873 في المملكة المتحدة - 21 أغسطس 1948) (بالإنجليزية: Raymond Fox)‏ هو لاعب كريكت بريطاني (وحمل سابقاً جنسية المملكة المتحدة لبريطانيا العظمى وأيرلندا). لعب مع نادي مقاطعة ساسكس للكركيت ‏ ونادي الكريكت في جامعة أكسفورد ‏.

## وصلات خارجية
- رايموند فوكس على موقع إي آس بي آن كريك إنفو (الإنجليزية)